# Poartă XNOR
| INTRARE A B | INTRARE A B | IEȘIRE A XNOR B |
| 0           | 0           | 1               |
| 0           | 1           | 0               |
| 1           | 0           | 0               |
| 1           | 1           | 1               |

Poarta XNOR  este o poartă logică digitală care implementează negația operației de disjuncție exclusivă (XOR), în modul prezentat în tabelul de adevăr alăturat. Versiunea cu două intrări reprezintă egalitatea logică. O ieșire cu nivel înalt (1) rezultă dacă ambele intrări sunt pe același nivel. Dacă una (și nu ambele intrări) este cu nivel înalt (1), atunci ieșirea va fi pe nivel jos (0).

## Simboluri
Există două simboluri pentru porțile XNOR: simbolul 'militar' și simbolul dreptunghiular. Mai sunt numite și simbolul american, respectiv britanic.
Pentru mai multe informații, vezi simbolurile porților logice.

Simbolul 'militar'
Simbolul dreptunghiular

## Descriere hardware și așezarea pinilor

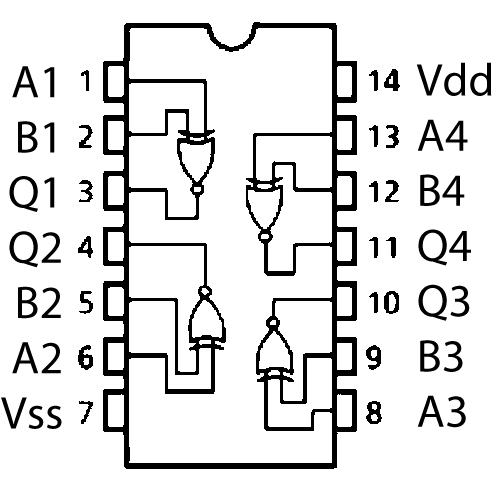
Diagrama aranjamentului porţilor NAND într-un circuit integrat CMOS 4077 standard.

Porțile XNOR sunt porți logice de bază, și de aceea sunt recunoscute în LTT și circuitele integrate CMOS. Circuitul integrat standard, seria 4000, CMOS este 4077, care include patru porți XNOR independente, cu două intrări.
Aceste echipamente sunt disponibile la majoritatea producătorilor de semiconductoare precum Philips.

## Alternative
Dacă nu există porți XNOR disponibile, ele pot fi construite din porți NOR, în configurația de mai jos.

Poartă XNOR construită doar cu porţi NOR